# Табын (тюркское племя)
Табы́н (баш. табын, тат. табын) — башкирское и сибирско-татарское племя, участвовавшее в этногенезе северо-восточных башкир, сибирских, а также казанских татар.

## Этническая история

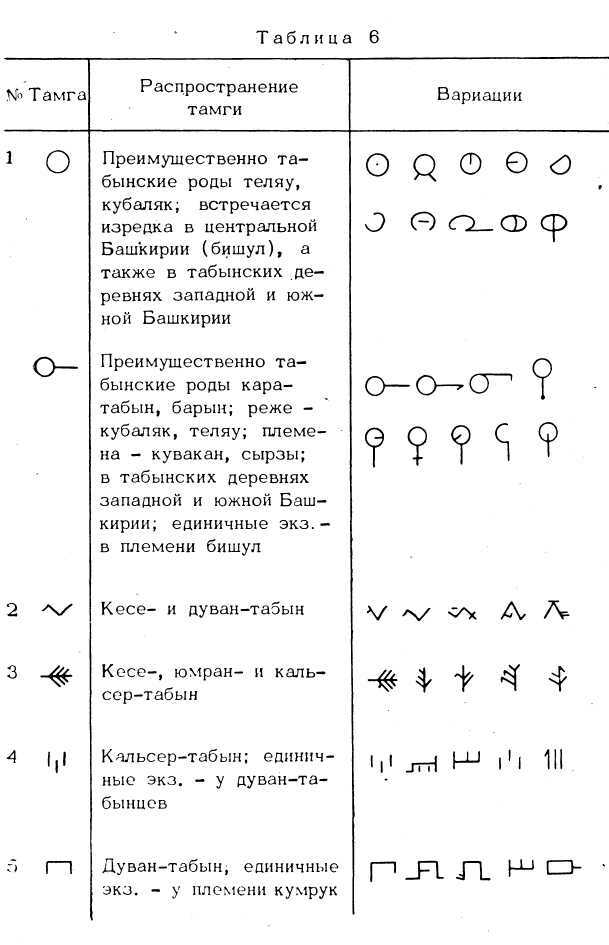
Тамга рода Табын

Тамга рода Табын идентична с тамгой казахов рода Дулат в форме круга — О, Дулаты входят в родоплеменное объединение Уйсун (Уйсыны возводят свою родословную от единого легендарного Байку (Майкы-Бия) нойона).
На карте арабского географа Идриси XII века восточнее Волжской Булгарии обозначена страна Табуния. Майкы-бий заключил союз с Чингисханом и стал его военачальником. Заки Валиди Тоган указывает точную дату этого союза — 1207 год. По легенде Майкы-бий впряг в телегу 9 биев, усадил Чингисхана, уселся рядом и так доехал до монгольской ставки. Чингисхан каждому из биев дал четыре вещи: тамгу, птицу, дерево и клич. Деревом табынцев стала лиственница, птицей — карагош, подорлик, кличем — Салават, а тамгой — гребёнка. Табынское ханство разрушил до основания Тамерлан, и больше оно не возрождалось.
По преданию, у дуванского батыра Кормыя было 13 сыновей. Во время переселения на долину р. Ай они нашли 14-го ребёнка, назвали его Табынды и взяли с собой. Потомки Табынды, скорее всего, стали основателями родового подразделения «табын» в составе племени дуван. В предании о происхождении рода каратаулы племени ай также сообщается о том, как однажды мурзаларцы нашли одного ребёнка, который имел небашкирское происхождение. Вырастив, они женили его на девушке из рода кудей, затем дали ему отдельный земельный участок. Впоследствии его потомки составили отдельный род каратаулы в составе племени ай.

### Табыны и монголы
Табыны включаются исследователями в число родоплеменных групп, связанных в прошлом с монголами. Этническая связь табынов с монголами, как отметил Н. В. Бикбулатов, прослеживается по целому ряду различных источников. По устным преданиям, табыны — потомки военачальника Чингисхана Майкы-бия.
Согласно распространённой версии, этноним табын восходит к монгольскому числительному пять. Ряд исследователей поддерживает монгольскую теорию происхождения табынов и отождествляет их с монгольскими тавнангутами и бурятскими табангутами.

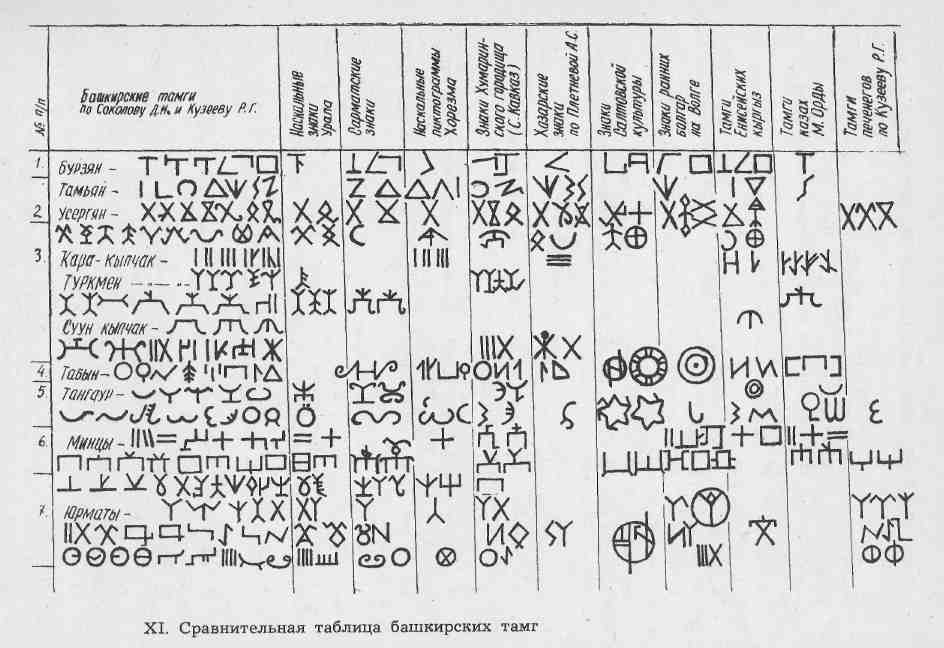
Тамга рода Табын_1

По одной из версий, табыны являются потомками монголоязычных татабов. При описании характеристики татабов, сопоставляемых с табынцами, встречается сакральное число «пять»: «ставку та-табов (хи) окружало 500 вооружённых человек, войско разделено было на пять частей». Как отмечает А. С. Сальманов, только монгольское происхождение табынцев, восходящее к их предкам — татабам, подобно тому, как восходят башкирские катайцы к киданям, может объяснять этническую близость табынцев и катайцев. Как известно, татабы и кидани были близки по быту и культуре и говорили на диалектах монгольского языка.

## Территория расселения
В последней четверти XV века группа табынцев, до переселения находившаяся в бассейнах рек Тобола и Иртыша, проникла в северо-западное Приуралье, а оттуда и в центральные районы Казанского ханства. Эта группа впоследствии вошла в состав казанских татар и башкир.
В XIV—XVI вв. часть табынцев мигрировали в горно-лесные районы Башкортостана, где заняла земли по нижнему течению реки Белая, долины реки Зилим и позднее Инзер. Другая часть племени табын переселилась на восток и в Зауралье, где заняли земли в байссейнах рек Ай и Юрюзань, в верховьях рек Миасс, Увелька, Уй, Урал.
В конце XV — начале XVII веков часть табынцев возвратились в земли в бассейне реки Ика, а другая часть ушли далее на юг и заняли территории по рекам Ток, Большой Иргиз и Камелик. В середине XVIII века часть зауральских табынцев ушла в приуйские и притобольские степи. В XVI—XVIII веках границы территории расселения племени табын на севере достигали до реки Пышма, на юге — реки Тогузак.
После присоединения Башкортостана к России вотчинные земли племени табын составили Табынские волости Ногайской и Сибирской дорог. К XVIII веку табынцы жили в соседстве с племенами айле, канлы, катай, кудей, кыпсак, мин, тангаур, терсяк, усерган, юрматы.
В конце XVIII—XIX вв. земли табынцев входили в Бузулукский, Верхнеуральский, Екатеринбургский, Оренбургский, Стерлитамакский, Троицкий, Уфимский и Челябинский уезды. А в период кантонной системы управления — во 2-й, 3-й, 4-й Загорный, 5-й, 6-й, 7-й, 8-й, 9-й башкирские кантоны.
Ныне территория расселения племени табын входит в Архангельский, Гафурийский, Кармаскалинский, Учалинский районы Башкортостана; Сафакулевский район Курганской области, Большечерниговский район Самарской области, Пугачёвский район Саратовской области, Александровский, Красногвардейский и Новосергиевский районы Оренбургской области, Аргаяшский и Красноармейский районы Челябинской области.

## Некоторые факты
- На стыке Китая, Монголии и России существует священная земля, горный массив Табын-Богдо-Ола. Существует мнение, что история табынцев берёт начало с этой земли[11].
- По шежере табынцев род восходит к Майкы-бию, одному из военачальников Чингисхана[12]. Численность 1 млн чел.
- В с. Красноусольский издаётся газета «Табын» на башкирском языке.
- В Башкирской АССР существовал Табынский кантон.
- В Гафурийском районе Республики Башкортостан есть с. Табынское, по названию которого получила название Табынская икона Божией Матери, широко почитаемая среди православных Урала.